# Kirill Beliaïev
Kirill Nikolaïevitch Beliaïev (russe : Кирилл Николаевич Беляев), né le 27 août 1997, est un nageur russe, spécialiste de la nage en eau libre.

## Biographie
Le 19 juillet 2019, Kirill Beliaïev remporte la médaille d'argent du 25 km en eau libre lors des Championnats du monde 2019 à Gwangju, en Corée du Sud.

## Palmarès

### Championnats du monde
- Championnats du monde 2019 à Gwangju ( Corée du Sud) :
  -  Médaille d'argent du 25 km en eau libre

### Championnats d'Europe
- Championnats d'Europe 2018 à Glasgow ( Royaume-Uni) :
  -  Médaille d'argent du 25 km en eau libre